# Leikanger
Leikanger je obec v Norsku. Je jedním ze správních center kraje Vestland. Obec má zhruba 2 199 obyvatel. Na východě sousedí s obcí Sogndal, na jihu přes Sognefjord s obcí Vik a na západě s obcí Balestrand.

## Poloha
Obec leží při severním břehu Sognefjordu, je hornatá, nejvyšší bod má 1604 metrů nad mořem (při severní hranici s obcí Balestrand). Je rozčleněna údolími Grindsdalen a Hentadalen (Friksdalen).
Na území obce se nachází ledovce Voggebreen a Myrdalsbreen (1570 m), několik jezer – store a vetla Trastadalvatnet, Myrdalsvotni, Kringlevatnet a Fjaerlandssetvatnet.